# Saint-Symphorien-de-Thénières

Saint-Symphorien-de-Thénières este o comună în departamentul Aveyron din sudul Franței. În 1 ianuarie 2022 avea o populație de 219 de locuitori.